# Danuvius guggenmosi
Espèce
Danuvius guggenmosi est une espèce fossile d'hominidés découverte en 2015, qui vivait au Miocène en Allemagne, il y a 11,62 millions d'années. Selon les découvreurs, elle se tenait debout et marchait sur la plante des pieds,. La seule espèce d'hominidés plus ou moins bipède auparavant connue, et qui soit antérieure à l'émergence des Hominina il y a 7 millions d'années en Afrique, était l'Oréopithèque, découvert au XIXe siècle en Italie.

## Désignation
Le nom de genre fait référence au dieu romano-celtique Danuvius (de), personnification du Danube qui coule à proximité. Le nom d'espèce a été donné en hommage à Siegulf Guggenmos (1941–2018), l'archéologue amateur qui avait découvert le site de Hammerschmiede. 
Le squelette fossile reconstitué a été baptisé affectueusement "Udo" par l'équipe de paléoprimatologues, en hommage au chanteur allemand Udo Lindenberg, dont les chansons étaient diffusées en boucle à la radio allemande au moment de sa découverte. Cela en référence au squelette de l'australopithèque de 3,18 millions d'années découvert en Éthiopie en 1974 et baptisé "Lucy" par l'équipe internationale de découvreurs en hommage à la chanson Lucy in the Sky with Diamonds des Beatles, qu'elle écoutait en boucle sur cassette audio au moment de sa découverte.

## Description

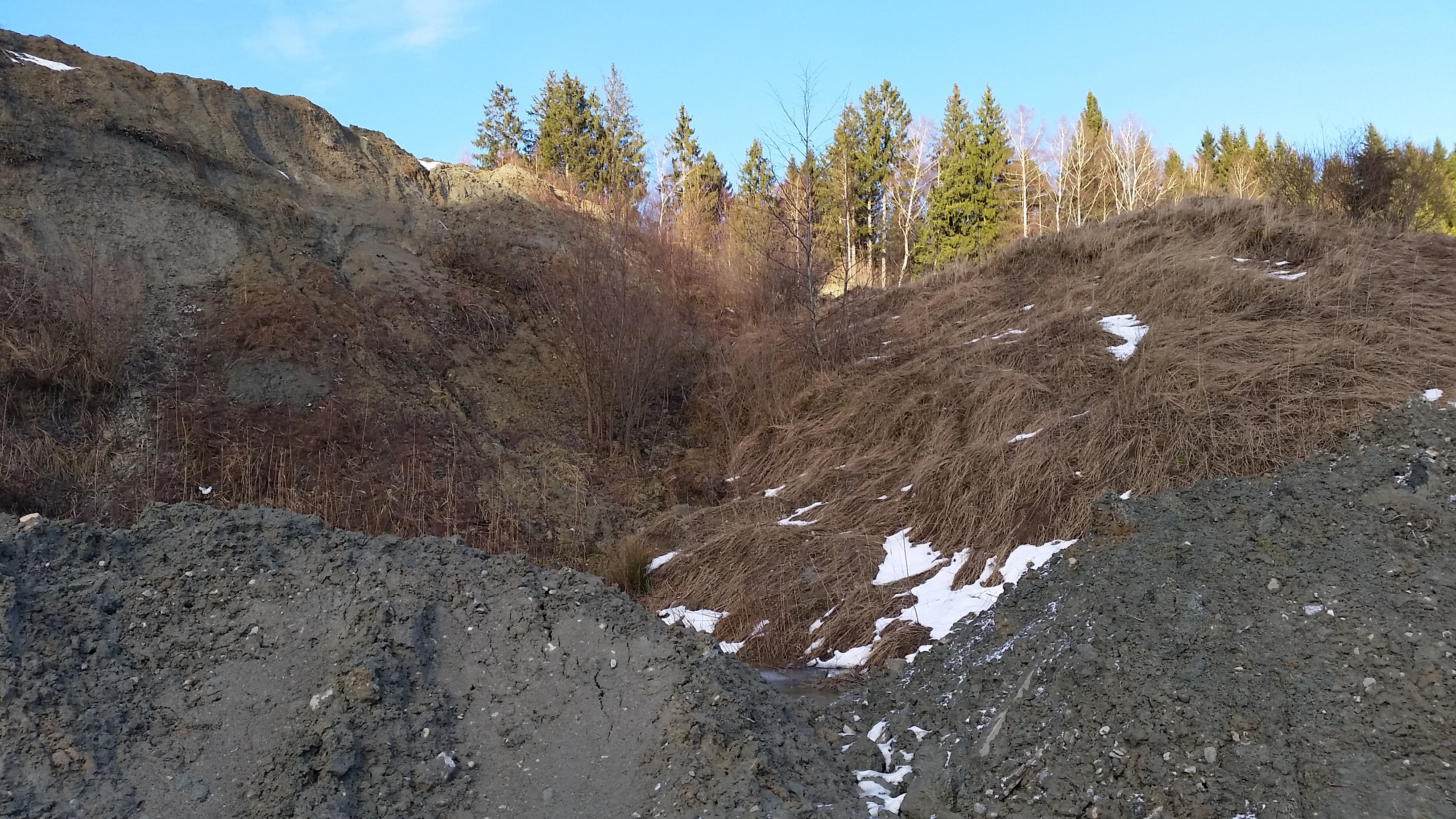
Le site fossilifère de la carrière d'argile Hammerschmiede près de Pforzen en janvier 2015.

Danuvius guggenmosi a été décrit à partir des restes de quatre individus (deux femelles, un mâle et un jeune), trouvés dans la carrière d'argile Hammerschmiede de Pforzen, dans le sud-ouest de la Bavière. Les 37 os fossiles découverts entre 2015 et 2018 ont permis de reconstituer 15 % de son squelette, avec notamment des fémurs, des tibias, des vertèbres intacts, ainsi que des os des bras, des mains et du crâne,,.
Son thorax était large. La colonne vertébrale en forme de « S », comme chez les hominines, ainsi que l'allongement des hanches et des genoux indiquent qu'il pouvait se tenir debout. Ses jambes étaient suffisamment robustes pour supporter le poids de son corps.
Ses bras, longs comme ses jambes, et ses mains étaient tout aussi puissants. Le coude était flexible et les doigts se refermaient efficacement. Il est donc considéré comme un singe arboricole qui se suspendait à ses bras pour se déplacer d'une branche à l'autre, et qui était également capable de se redresser et de marcher sur les branches au moyen de ses plantes de pied.
Le poids du mâle a été estimé à 31 kg, celui des femelles à 17 et 19 kg, ce qui représenterait un fort dimorphisme sexuel. Le sexe a été déterminé sur la base de la taille des canines. La denture rappelle celle des Dryopithecini.

## Paléoenvironnement
L'âge des fossiles a été déterminé par la magnétostratigraphie. À cette époque, le climat en Europe était bien plus chaud qu'aujourd'hui et la végétation était de type tropical, boisée et humide.

## Publication originale
- (en) Madelaine Böhme, Nikolai Spassov, Jochen Fuss, Adrian Tröscher, Andrew S. Deane, Jérôme Prieto, Uwe Kirscher, Thomas Lechner et David Rene Begun, « A new Miocene ape and locomotion in the ancestor of great apes and humans », Nature, NPG et Springer Science+Business Media, vol. 575, no 7783,‎ 6 novembre 2019, p. 489-493 (ISSN 1476-4687 et 0028-0836, OCLC 01586310, PMID 31695194, DOI 10.1038/S41586-019-1731-0).